# Sint-Severinuskerk (Aken-Eilendorf)
De Sint-Severinuskerk (Duits: St. Severinkirche) is een katholieke kerk in Eilendorf, een stadsdeel (Stadtbezirk) van Aken. De kerk is gewijd aan de heilige Severinus van Keulen.

## Geschiedenis
De parochie van Eilendorf werd in 1293 door de Abdij van Kornelimünster gesticht en bleef daar tot de secularisatie in 1804 onder vallen. Op de plaats van de oude kerk werd in 1864 het huidige kerkgebouw naar de plannen van de architecten Heinrich Wiethase en August Essenwein gebouwd. Rond ongeveer 1870 werd het omliggende kerkhof aangelegd. Pas in 1908 kwam de toren, naar een ontwerp van de architect Van Kann, gereed.   
De Severinuskerk werd op 14 juli 1943 door een voltreffer zwaar beschadigd. Het herstel van de kerk nam tot 1953 zijn beslag. Een renovatie met een herinrichting van het interieur onder leiding van de architect Kaldenbach werd in de jaren 1974-1980 uitgevoerd.
In 1988 werd de kerk aan de monumentenlijst van de stad Aken toegevoegd.

## Architectuur
Het kerkgebouw werd in reoromaanse stijl naar voorbeelden van de Rijnlandse romaanse architectuur gebouwd. Het betreft een oostelijke georiënteerde drieschepige basiliek in kruisvorm met een dakruiter op de viering. Een polygonale apsis sluit het koor af. Naast het hoofddwarsschip, waarvan de hoogte van de nok overeenkomt met dat van het middenschip, zijn er aan het westen twee lagere transeptarmen aangebouwd. Aansluitend aan dit lagere westelijke dwarsschip bevindt zich de duur uitgevoerde westelijke bouw. Boven het door twee zijvleugels geflankeerde portaal verheft zich op een vierkante plattegrond de vier verdiepingen tellende toren, die versierd is met hoektorentjes, rondboog- en roosvensters, boogfriezen en lisenen. De bovenste verdieping van de toren gaat over in een achthoekige opbouw met spits.   

## Graven
Volgens toenmalig gebruik bevonden zich in de kerk grafkelders, waarin de lokale adel werd begraven. Door de optekeningen van de koster Huberti Heimich uit het jaar 1772 zijn de aantallen en de plaats van de graven ook tegenwoordig nog bekend:   
- 16 graven in het koor voor het hoogaltaar tot de communiebank.
- 20 graven van de communiebank tot aan de banken.
- 12 graven onder de gang tussen de banken.
- 21 graven van de banken tot aan de toren.
- 12 graven onder de toren.
- 1 graf onder de banken richting Kornelimünster.